# Plesiochrysa floccosa
Plesiochrysa floccosa är en insektsart som beskrevs av X.-k. Yang och C.-k. Yang 1991. Plesiochrysa floccosa ingår i släktet Plesiochrysa och familjen guldögonsländor. Inga underarter finns listade i Catalogue of Life.